# Cristina Hernández Martín
Cristina Hernández Martín (Ciudad Rodrigo, 1979) es una socióloga y feminista española.

## Biografía
Cristina Hernández Martín nació en 1979 en Ciudad Rodrigo. Se licenció en Sociología en la Universidad de Salamanca. Posteriormente obtuvo un Master of Arts (Refugee Studies Program) por la Universidad de East London.
Hernández se ha especializado en políticas públicas de igualdad y violencia de género, y ha asesorado a oenegés, entidades públicas y organizaciones políticas. Ha sido Profesora Asociada en la Universidad de Salamanca, donde ha impartido las asignaturas de Sociología de las Relaciones de Género y Sociología de los Movimientos Sociales.
En el ámbito político ha trabajado como asesora en materia de igualdad para el Grupo Parlamentario Socialista y la Comisión Ejecutiva Federal del PSOE. También fue elegida concejala del Ayuntamiento de Ciudad Rodrigo en las elecciones municipales de 2003 por el Partido Socialista, siendo finalmente portavoz de la oposición. En las siguientes elecciones fue como tercera de la lista repitiendo la concejalía que abandono a lo largo de la legislatura. Así mismo presentó su candidatura al Senado en las elecciones Generales en el año 2004.En elecciones sucesivas, ha seguido formando parte de la lista electoral al Consistorio, pero en puestos finales.
Durante los años 2016, 2017 y 2018 fue responsable de Incidencia en Hogar Sí, entidad de iniciativa social, no lucrativa, independiente y plural de ámbito estatal creada en el año 1998 donde se pretenden buscar soluciones al sinhogarismo partiendo de la responsabilidad colectiva.
Formó parte del equipo de Adriana Lastra cuando fue vicesecretaria general del PSOE. En 2024 era parte del equipo del ministro de la Presidencia, Justicia y Relaciones con las Cortes, Félix Bolaños.
Ha sido colaboradora habitual de diferentes medios de comunicación como ,El País Cuarto Poder o eldiario.es
En julio de 2024 fue nombrada directora del Instituto de las Mujeres, sucediendo a Isabel García Sánchez, quien fue cesada.